# Kalisalz

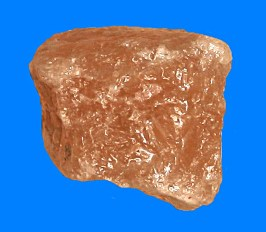
Sylvinit

Kalisalz oder kurz Kali ist eine fossile Ablagerung verschiedener Salzminerale mit einem hohen Gehalt an Kaliumverbindungen.
Typische Minerale im Kalisalz sind
- Halit: NaCl
- Sylvin: KCl
- Carnallit: KMgCl3 · 6 H2O
- Kainit: KMg[Cl|SO4] · 3 H2O
- Kieserit: MgSO4 · H2O

Davon werden Kaliumchlorid (Sylvin) und Magnesiumsulfat (Kieserit) wirtschaftlich genutzt.
Im Gegensatz zum in der Regel farblosen Steinsalz, das fast ausschließlich aus Halit besteht, hat Kalisalz oft eine orangerote bis hellbraune Farbe, hervorgerufen durch eingelagerte Eisenoxide und -hydroxide. Nach dem Hauptbestandteil wird zwischen kieseritischem, sylvinitischem und carnallitischem Kalisalz unterschieden. Die meisten weltweit abgebauten Lagerstätten weisen einen sylvinitisch oder carnallitisch ausgeprägten Rohstoff auf. Ausgedehnte Kieseritvorkommen gibt es hauptsächlich in Deutschland.

## Geschichte
Kalisalze wurden erstmals 1857 in Deutschland entdeckt, und zwar beim Abteufen der Schächte von der Heydt und Manteuffel des königlich preußischen Salzbergwerkes in Staßfurt. Sie störten bei der Steinsalzgewinnung, wurden als Bitter- oder Abraumsalze bezeichnet und auf Halde geschüttet. Nachdem erkannt wurde, um welchen wertvollen Rohstoff es sich dabei handelte, werden sie seitdem nach dem wichtigen Bestandteil Kalium als Kalisalze bezeichnet.

## Entstehung

Salzschichten im Zechsteinsalinar von Sondershausen, tektonisch verformt

Die Kalisalzlagerstätten Mitteleuropas entstanden vor gut 250 Millionen Jahren im Zechstein (Oberperm) und Tertiär (Oberrheingraben: Wittelsheimer Becken im Oberelsass und bei Buggingen in Südbaden). Im Bereich der heutigen Kalilagerstätten befanden sich zu dieser Zeit flache Randmeere (sogenannte Epikontinentalmeere) oder Meeresarme und das Klima in der Region war trocken und heiß, wodurch viel Meerwasser in relativ kurzer Zeit verdunsten konnte. Infolge tektonischer Bewegungen wurden diese Meere bzw. Meeresarme vom offenen Ozean abgeriegelt, sodass sie auszutrocknen begannen. Aus einem so immer salziger werdenden Gewässer kristallisieren nach ihrer Löslichkeit nacheinander prinzipiell folgende Stoffe aus:
1. Kalkstein/Dolomit,
2. Gips/Anhydrit (Eindunstung auf mindestens ca. 25 % der Ausgangsmenge),
3. Steinsalz (Eindunstung auf mindestens ca. 10 % der Ausgangsmenge),
4. Kalisalz (Eindunstung auf weniger als 1 % der Ausgangsmenge).

Meist wurde diese Abscheidungsfolge aber aufgrund des Verschwindens der Barriere oder einer Klimaänderung bereits im Stadium der Gips- oder Steinsalzabscheidung unterbrochen oder beendet. Kalisalzlagerstätten sind deshalb relativ selten. Die einmal auskristallisierte Salzabfolge wurde nachfolgend durch andere Sedimente (zum Beispiel Ton) überdeckt. Oft stellten sich aber die für die Austrocknung günstigen Bedingungen wieder ein und die Eindunstung und Abscheidung begann von neuem. Durch gleichzeitige, langsame, kontinuierliche Absenkung des Untergrundes des Meeresbeckens konnten sich so im Laufe einiger Millionen Jahre bis zu mehrere tausend Meter mächtige Gips- und Salzschichten bilden. Im Zechsteinbecken im Untergrund Mittel- und Westeuropas werden mindestens fünf solcher Serien unterschieden, die auch Zechsteinzyklen genannt werden. Drei dieser Zyklen (Werra, Staßfurt und Leine genannt) enthalten Kalisalzschichten.
Irgendwann änderten sich die klimatischen oder geographischen Verhältnisse aber dauerhaft dahingehend, dass keine Salze mehr abgeschieden wurden. Die Ablagerung anderer Sedimente (zum Beispiel Sand, der sich nachfolgend zu Sandstein verfestigte) setzte sich aber fort und so wurde das Salz durch wiederum tausende Meter mächtige Gesteinsschichten überlagert.
Da Salz aber eine geringere Dichte hat als die meisten anderen Gesteine und unter Druck zudem beginnt, zäh zu fließen, sammelte es sich an bestimmten Stellen und begann von dort in Richtung der Erdoberfläche aufzusteigen. Bei diesem als Halokinese bezeichneten Vorgang entstanden schließlich Salzkissen, -mauern und -stöcke. So gelangte das Kalisalz zusammen mit dem Steinsalz in Oberflächennähe, wo es heute für Menschen erreichbar ist und in Bergwerken abgebaut werden kann.

## Vorkommen

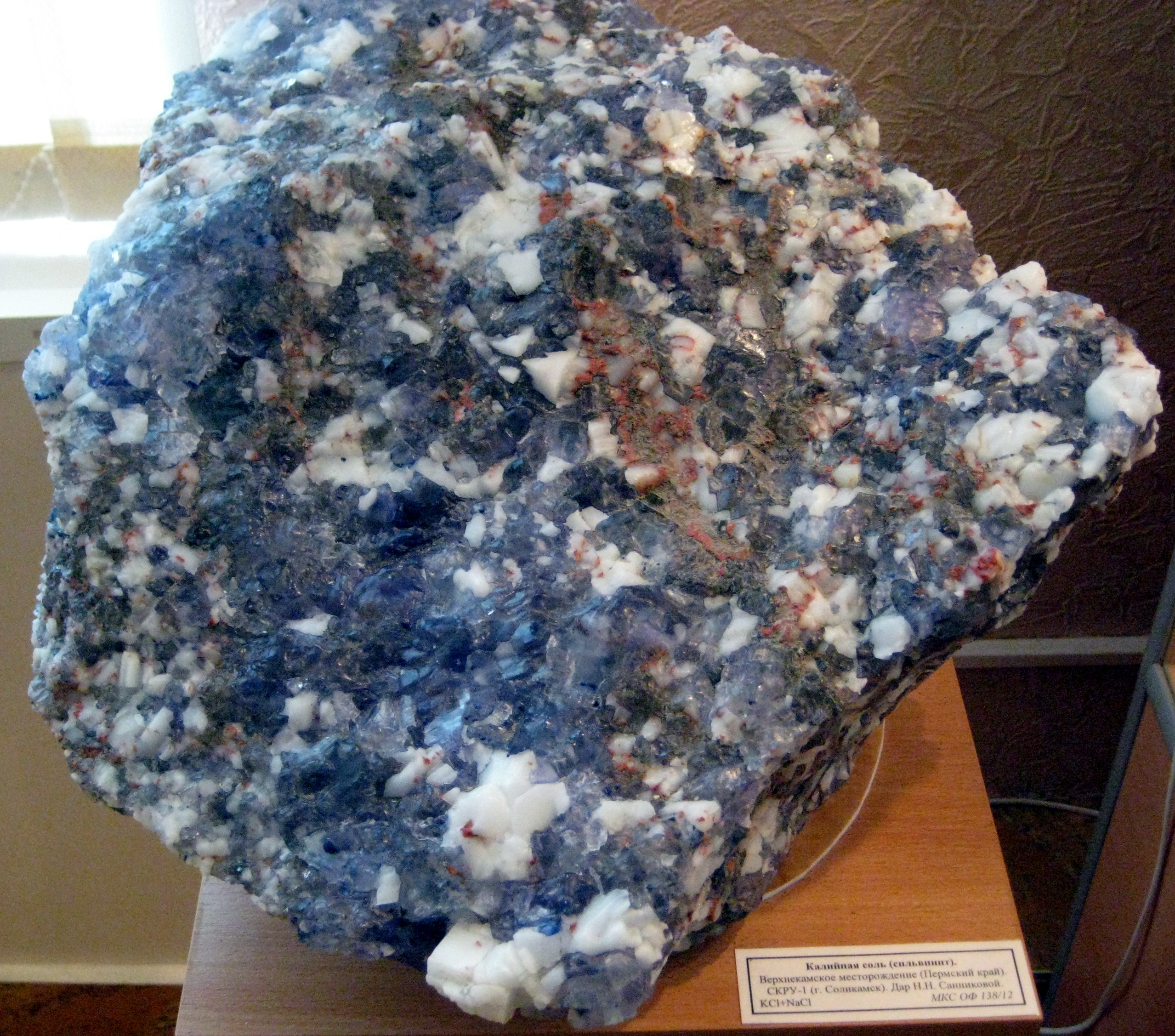
Sylvinitprobe mit weißem und blauem Halit und kleinen rötlichen Sylvineinsprenglingen aus dem Uralkali-Bergwerk SKRU-2 in Solikamsk, Region Perm, Russland.

Die größten Kalisalzvorkommen außerhalb Deutschlands finden sich in Russland, Belarus und der Ukraine, in Kanada, den USA sowie im chinesischen Lop Nor. Auch aus Salzseen wie dem Toten Meer werden von Israel und Jordanien bedeutende Mengen gewonnen. Die deutschen Vorkommen liegen im Raum Gorleben-Braunschweig-Hannover in Niedersachsen, in der Altmark und der Griesen Gegend, im Raum Magdeburg-Halle in Sachsen-Anhalt (Zielitz) sowie in Südbaden (in den 1970er Jahren stillgelegt), im Solling, Südharz (größtenteils stillgelegt, Bleicherode und Sondershausen) und Dün und im Werra-Fulda-Bereich in Hessen und Thüringen (Neuhof-Ellers, Werra-Kalirevier mit Werken in Heringen, Philippsthal und Unterbreizbach).

## Gewinnung
Kalisalze werden in Deutschland in untertägigen Bergwerken abgebaut.
Die bergmännische Gewinnung erfolgt entweder konventionell durch Bohr- und Schießarbeit oder maschinell mittels Teil- und Vollschnittmaschinen.
Weltweit gibt es Versuche, Kalisalze (Carnallite) ähnlich wie Steinsalz durch Bohrlochsolung (Heißlaugung) zu gewinnen. Ein derartiger Solbergbau findet z. B. in Bleicherode und Kehmstedt statt.
Eine Übersicht über die globalen Abbaumengen gibt folgende Tabelle:
| Rang | Land                   | Abbaumenge in t K2O | Abbaumenge in t K2O | Abbaumenge in t K2O | Abbaumenge in t K2O | Abbaumenge in t K2O |
| Rang | Land                   | 2016                | 2017                | 2018                | 2019                | 2020                |
| ---- | ---------------------- | ------------------- | ------------------- | ------------------- | ------------------- | ------------------- |
| 1    | Kanada                 | 10.789.662          | 12.562.695          | 14.023.931          | 12.643.318          | 13.881.665          |
| 2    | Russland               | 6.480.000           | 7.300.000           | 7.055.000           | 7.368.000           | 8.167.300           |
| 3    | Belarus                | 6.180.100           | 7.101.800           | 7.346.096           | 7.348.293           | 7.562.153           |
| 4    | Volksrepublik China    | 5.783.000           | 5.534.000           | 5.452.000           | 5.902.000           | 5.530.000           |
| 5    | Deutschland            | 2.750.841           | 2.963.561           | 2.754.085           | 2.615.284           | 2.874.026           |
| 6    | Israel                 | 2.093.100           | 2.126.700           | 2.149.300           | 2.043.500           | 2.415.600           |
| 7    | Jordanien              | 1.222.140           | 1.415.260           | 1.485.960           | 1.516.460           | 1.598.200           |
| 8    | Chile                  | 1.303.840           | 1.238.630           | 991.180             | 683.540             | 966.680             |
| 9    | Vereinigte Staaten     | 510.000             | 480.000             | 520.000             | 510.000             | 460.000             |
| 10   | Spanien                | 672.246             | 557.468             | 635.490             | 547.100             | 455.000             |
| 11   | Laos                   | 198.600             | 307.600             | 343.500             | 286.900             | 442.500             |
| 12   | Brasilien              | 316.429             | 306.296             | 201.181             | 269.300             | 276.600             |
| 13   | Usbekistan             | 83.000              | 114.900             | 176.900             | 198.400             | 210.000             |
| 14   | Vereinigtes Königreich | 482.800             | 297.400             | 291.100             | 84.000              | 99.260              |
| 15   | Iran                   | 10.500              | 15.300              | 32.900              | 37.200              | 37.000              |
| 16   | Turkmenistan           | 0                   | 0                   | 15.200              | 11.100              | 16.000              |
| 17   | Bolivien               | 0                   | 0                   | 1.700               | 17.800              | 4.400               |
|      | Summe                  | 38.876.258          | 42.321.610          | 43.475.523          | 42.082.195          | 44.996.384          |

## Aufbereitung

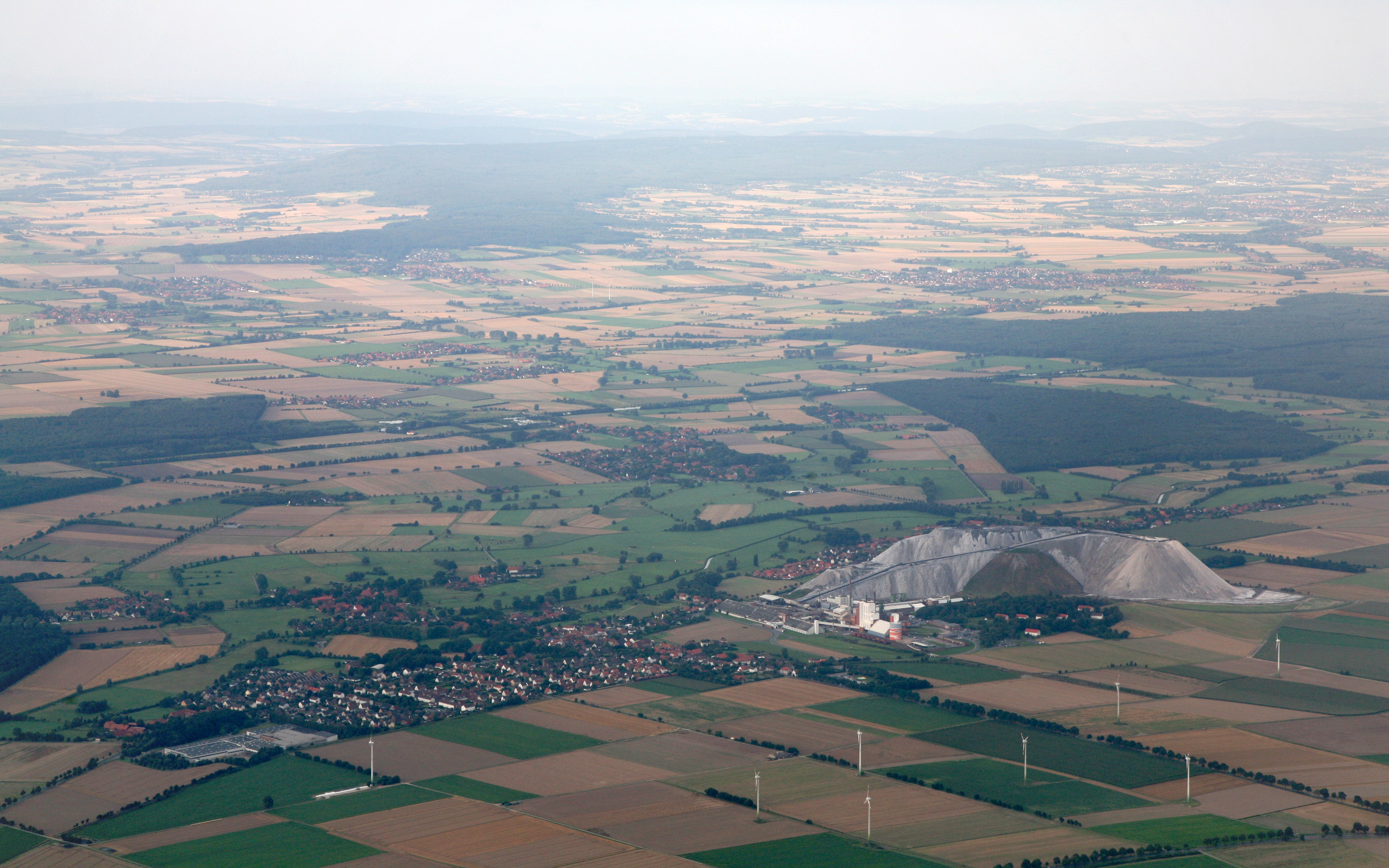
Luftbild der Abraumhalde (rechts im Bild) des Kalibergwerks Sigmundshall in Bokeloh bei Hannover.

Da das Rohsalz einen durchschnittlichen Wertstoffgehalt von 20 bis 35 Prozent hat, ist eine Aufbereitung in übertägigen Fabrikanlagen notwendig. Als Aufbereitungsverfahren kommen die Flotation, das Heißverlösen oder die elektrostatische Trennung in Frage. Je nach Aufbereitungsverfahren wird das Produkt anschließend getrocknet und veredelt, beispielsweise durch Granulierung.
Eine wesentliche Schwierigkeit liegt in der Entsorgung der bei der Aufbereitung anfallenden Restlaugen mit hohen Gehalten an Magnesiumsalzen und Natriumchlorid. Diese werden zum Teil in poröse Schichten des oberen Muschelkalk verpresst, zum Teil gehen sie als Abwasser in die Vorfluter (z. B. Werra).

## Nutzung
Kalisalze werden hauptsächlich zu Mineraldünger verarbeitet. Für gewöhnlich hat Kalidünger eine Reinheit von mehr als 90 Prozent. Weil dies einem Kaliumanteil von rund 60 Prozent entspricht, wird er auch als „60er Kali“ bezeichnet. Das hochreine 99er Kaliumchlorid oder Industriekali findet in der chemischen Industrie und Medizin Verwendung. Bei chlorid-sensiblen Agrarpflanzen wird Dünger verwendet, der hauptsächlich aus Kaliumsulfat besteht.

## Wirkung als Dünger
Der Mineralstoff Kalium ist ein Hauptnährelement der Pflanzenernährung und verstärkt bei Pflanzen die Stoffwechselprozesse: Die Photosynthese wird intensiviert, die Umwandlung von Traubenzucker (Glucose) in Stärke und der Aufbau von Proteinen beschleunigt. Dadurch wird das Wachstum der Pflanzen gefördert.
Das K+-Ion ist das wichtigste Ion im Stoffwechsel der Pflanze zur Erhöhung des osmotischen Druckes und Quellungszustandes. Eine ausreichende Kalidüngung bewirkt eine bessere Anpassung der Pflanze an Trockenheit und erhöht die Frosthärte. Indirekt wird die Standfestigkeit der Pflanzen verbessert. Kalimangel führt zur Welketracht, Chlorosen an älteren Blättern sowie dem Absterben vom Blattrand (Randnekrose).